# Station Todmorden
Todmorden is een spoorwegstation van National Rail in Todmorden, Calderdale in Engeland. Het station is eigendom van Network Rail en wordt beheerd door Northern Rail. Het station is geopend in 1841.